# سو غولدينج
سو غولدينج (بالإنجليزية: Sue Golding)‏ هي فيلسوفة وأستاذة جامعية أمريكية، ولدت في 1958.